# Ernest Mason Satow
Ernest Mason Satow GCMG, (Londres, 30 de junho de 1843 - Exeter, 26 de agosto de 1929) foi um acadêmico e diplomata britânico, nascido de pai alemão (Hans David Christoph Satow, nascido em Wismar, naquela época sob o comando da Suécia, naturalizado britânico em 1846) e de mãe britânica (Margaret, apelido de solteira Mason) em Clapton, norte de Londres. Ele foi educado na Mill Hill School e na University College London (UCL). Era um excelente botânico e japonólogo. Era amigo de Itō Hirobumi e residiu no Japão entre 1862 e 1883.

## Biografia

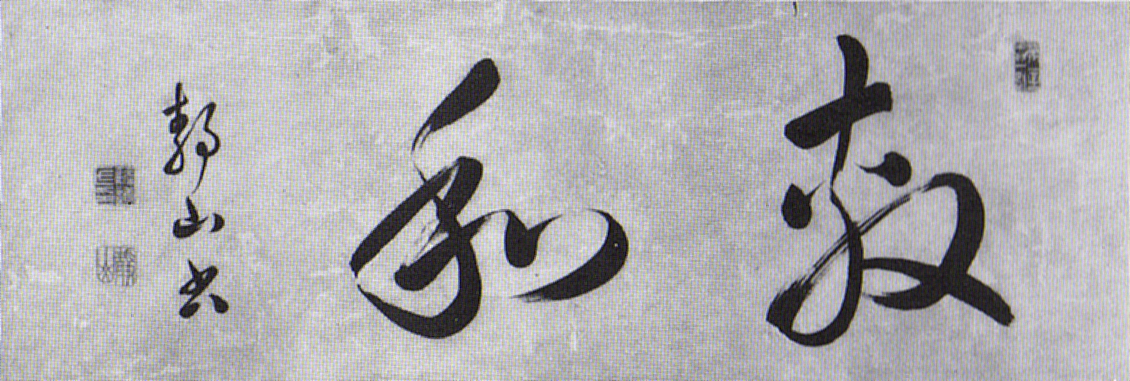
Caligrafia japonesa feita por Satow. Os caracteres kanji leem-se "敬和" (Kei-Wa), literalmente "respeito e harmonia".

Serviu como embaixador em Sião (Tailândia) entre 1884 e 1887, Uruguai (1889-1893) e Marrocos (1893-1895). Satow desempenhou um papel crucial em toda a diplomacia britânica no Extremo Oriente, particularmente como embaixador no Japão e durante as eras Bakumatsu (1853–1867) e Meiji (1868–1912), e também na China (1900-1906) depois da rebelião dos boxers. Representou o Reino Unido na Convenção de Haia de 1907.
Satow foi um excepcional linguista, um enérgico viajante, escritor de livros de viagens, compilador de dicionários, montanhista, entusiasta botânico e grande colecionador de livros e manuscritos japoneses de todos os temas.  Em conjunto com William George Aston e Basil Hall Chamberlain, Satow forma o conjunto dos grandes estudiosos sobre o Japão no século XIX.
Era um amante da música clássica, gostava dos trabalhos de Dante (o seu cunhado Henry Fanshawe Tozer era uma autoridade em Dante) e manteve um diário durante toda a sua vida adulta, com 47 volumes, a maioria escritos à mão. Era uma celebridade, mas não dava grande importância à fama. Foi retratado numa caricatura pela revista britânica Vanity Fair, em 23 abril de 1903.
Casou com uma japonesa, e o seu filho Hisayoshi Takeda foi um eminente botânico japonês.